# Liudmila Olianovska
Liudmila Olexandrivna Olianovska (en ucraniano: Людмила Олександрівна Оляновська; Kiev, 20 de febrero de 1993) es una deportista ucraniana que compite en atletismo, especialista en la disciplina de marcha.
Ganó una medalla de bronce en el Campeonato Mundial de Atletismo de 2015 y dos medallas en el Campeonato Europeo de Atletismo, en los años 2014 y 2024.

## Palmarés internacional
| Campeonato Mundial | Campeonato Mundial | Campeonato Mundial | Campeonato Mundial |
| Año                | Lugar              | Medalla            | Prueba             |
| ------------------ | ------------------ | ------------------ | ------------------ |
| 2015               | Pekín (China)      | Medalla de bronce  | 20 km marcha       |
| Campeonato Europeo |                    |                    |                    |
| Año                | Lugar              | Medalla            | Prueba             |
| 2014               | Zúrich (Suiza)     | Medalla de plata   | 20 km marcha       |
| 2024               | Roma (Italia)      | Medalla de bronce  | 20 km marcha       |